# Maxstraße 18 (Bad Kissingen)

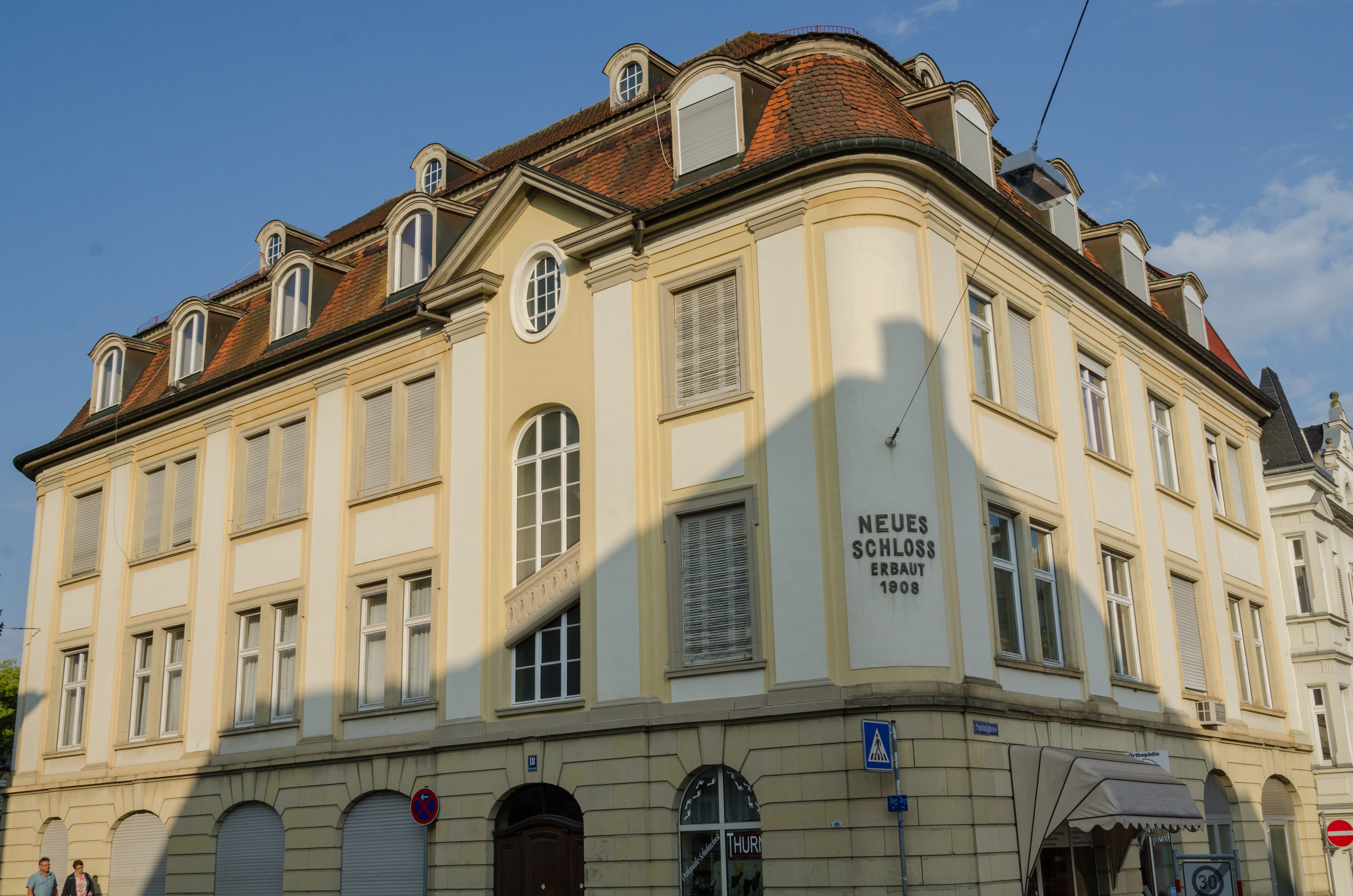
Maxstraße 18 in Bad Kissingen

Das Anwesen Maxstraße 18, das so genannte Neue Schloss, befindet sich in der Maxstraße in Bad Kissingen, der Großen Kreisstadt des unterfränkischen Landkreises Bad Kissingen. Es gehört zu den Bad Kissinger Baudenkmälern und ist unter der Nummer D-6-72-114-314 in der Bayerischen Denkmalliste registriert.

## Geschichte
Das Anwesen wurde im Jahr 1908 von Architekt Paul Schultze-Naumburg im barockisierenden Jugendstil errichtet. Bei dem Anwesen handelt es sich um einen dreigeschossigen Mansarddachbau in Ecklage.
Der eigentlich die Moderne aufgreifende Jugendstil greift bei diesem Anwesen auf die Tradition zurück, um heimatlich zu sein. Dies führte beim Neuen Schloss zu einem Ansatz schulmäßiger Sprödigkeit.